# Орехово-Зуевский округ
 Орехово-Зуевский округ — административно-территориальная единица Московской области, существовавшая в 1929—1930 годах.
Орехово-Зуевский округ был образован в 1929 году. В его состав вошли следующие территории:
- Из бывшей Московской губернии:
  - Орехово-Зуевский уезд полностью
  - Егорьевский уезд без селений Исаиха, Блохино и Дмитриевцы Колычевской волости; селений Борки, Надеево, Сурино, Угорная слобода, Комлево, Русилово, Андреево, Макшеево, Афанасьево, Нестерово, Зарудня, Васильково, Михеево, Петровское, Маливо, Сельниково, Тимирево, Горки, Ново-Покровское, Молоденка, Подосинки, Пустошь Малива, Мостищи и Поповка Раменской волости; селений Радовицы, Сазоново, Летово и Служная слобода Куплиямской волости
  - из Богородского уезда Павлово-Посадская волость без селений: Степаново, Всеволодово, станция Фрязево и Иванисово; селения Дальняя, Алексеево и Грибаново Пригородной волости; Карповская волость без селений Коломино, Фрязино, Кузяево, Мещеры, Вороново, Игнатьево, Антоново, Карпово и разъезд Шевлягино
- Из бывшей Рязанской губернии
  - из Рязанского уезда Архангельская волость без селений Клин, Большое и Малое Курапово, Прасковьино, Козельское, Колычево (Никольское), Аристово (Раменка), Кашировка, Мосеевское, Давыдовка, Новоселки, Маньшино, Беломутово, Зубово (Колосово), Аверкиево, Макарово (Островка), Морозово (Шмелево), Горское (Давыдово), Мельхово, Абрахово, Тюрвищи, Ханинское, Ивановское, Дорошино, Ялмонт, Подсвятье, Князево.

Центром округа был назначен город Орехово-Зуево.
Округ был разделён на 7 районов:
- Дмитровский (в документах указан Дмитриевский район (центр село Дмитриевский погост)),
- Егорьевский,
- Куровской,
- Орехово-Зуевский (в документах указан Ореховский район (центр гор. Орехово-Зуево)),
- Павлово-Посадский,
- Петушинский,
- Шатурский,

23 июля 1930 года Орехово-Зуевский округ, как и большинство остальных округов СССР, был упразднён. Все его районы отошли в прямое подчинение Московской области (Постановление ЦИК Союза ССР) (Собрание законов и распоряжений Рабоче-крестьянского Правительства СССР. I отдел. № 37 от 8 августа 1930 г. — ст. 400).